# 85
85（八十五、はちじゅうご、やそじあまりいつつ）は自然数、また整数において、84の次で86の前の数である。

## 性質
- 85は合成数であり、正の約数は 1, 5, 17, 85 である。
  - 約数の和は108。
    - 約数関数から導き出される数列 {\displaystyle a_{n}=\sigma (a_{n-1})} はその初期値によって異なる数列になる。異なる数列になる13番目の初期値(最小の値)を表す数である。1つ前は81、次は105。(ただし1を除く)(オンライン整数列大辞典の数列 A257348)
- 85 = 5 × 17
  - 28番目の半素数である。1つ前は82、次は86。
    - 3連続で半素数が続く2番目の数である。1つ前は33、次は93。
    - 約数の個数が3連続で同じになる2番目の数である。1つ前は33、次は93。

  - 8 + 5 = 5 + 1 + 7 より5番目のスミス数である。1つ前は58、次は94。
- 1/85 = 0.01176470588235294… (下線部は循環節で長さは16)
  - 逆数が循環小数になる数で循環節が16になる5番目の数である。1つ前は68、次は102。
- 正85角形は定規とコンパスで作図できる23番目の正多角形である。1つ前は正80角形、次は正96角形。(オンライン整数列大辞典の数列 A003401)
- 16進数では 85 = 16 × 5 + 5 = 55(16) となる回文数である。1つ前は68、次は102。(オンライン整数列大辞典の数列 A029730)
- 85 = 40 + 41 + 42 + 43
  - a = 4 のときの a0 + a1 + a2 + a3 の値とみたとき1つ前は40、次は156。
  - 4の累乗和とみたとき1つ前は21、次は341。(オンライン整数列大辞典の数列 A002450)
    - 85 = 44 − 1/4 − 1
      - n = 4 のときの nn − 1/n − 1 の値とみたとき1つ前は13、次は781。(オンライン整数列大辞典の数列 A023037)

  - 85 = 20 + 22 + 24 + 26
    - a = 2 のときの a0 + a2 + a4 + a6 の値とみたとき1つ前は4、次は820。(オンライン整数列大辞典の数列 A059830)
- 各位の和が13になる5番目の数である。1つ前は76、次は94。
- 85 = 22 + 92 = 62 + 72
  - 異なる2つの平方数の和で表せる25番目の数である。1つ前は82、次は89。(オンライン整数列大辞典の数列 A004431)
  - 2通りの平方数の和で表せる3番目の数である。1つ前は65、次は125。(オンライン整数列大辞典の数列 A025285)
  - 85 = 22 + 92
    - n = 2 のときの 2n + 9n の値とみたとき1つ前は11、次は737。(オンライン整数列大辞典の数列 A074604)
    - 85 = 34 + 4
      - n = 4 のときの 3n + n の値とみたとき1つ前は30、次は248。(オンライン整数列大辞典の数列 A104743)

  - 85 = 62 + 72
    - n = 6 のときの n2 + (n + 1)2 の値とみたとき1つ前は61、次は113。(オンライン整数列大辞典の数列 A001844)
      - 7番目の中心つき四角数である。

    - n = 2 のときの 6n + 7n の値とみたとき1つ前は13、次は559。(オンライン整数列大辞典の数列 A074619)
- 85 = 12 + 22 + 42 + 82
  - 異なる4つの平方数の和1通りの形で表せる19番目の数である。1つ前は84、次は86。(オンライン整数列大辞典の数列 A025376)
  - n = 2 のときの 1n + 2n + 4n + 8n の値とみたとき1つ前は15、次は585。(オンライン整数列大辞典の数列 A034496)
- 85 = 112 − 36
  - n = 11 のときの n2 − 36 の値とみたとき1つ前は64、次は108。(オンライン整数列大辞典の数列 A098847)

## その他 85 に関すること
- チャド・ジョンソン (アメリカンフットボール)
- 原子番号 85 の元素は、アスタチン (At)。
- 年始から数えて85日目は、3月26日、閏年では3月25日。
- 第85代天皇は、仲恭天皇。
- 日本の85代目の内閣総理大臣は、森喜朗。
- 第85代ローマ教皇は、ヨハネス6世（在位：701年10月30日～705年1月11日）。
- 科学万博つくば'85
- JR東海キハ85系気動車
- JR東海HC85系気動車
- 「キューピッド&サイケ85」：スクリッティ・ポリッティが1985年に発表したアルバム。
- 台湾のコーヒーチェーン店「85度C（英語版、中国語版）」の名称は「コーヒーは摂氏85度で飲むのが最もおいしい」ということに由来する。
- クルアーンにおける第85番目のスーラは、星座。
- トヨタAE85